# Artur Augustyn
Artur Augustyn (* 6. Januar 1983 in Jarocin) ist ein polnischer Volleyballspieler.

## Karriere
Augustyn begann seine Karriere 2002 bei KS Morze Stettin. 2003 wurde er mit der polnischen Junioren-Nationalmannschaft in Teheran Weltmeister. Anschließend spielte der Mittelblocker bei Mostostal-Azoty Kędzierzyn-Koźle. Anfang 2005 wechselte er für ein paar Monate zu AZS Nysa. Im Sommer desselben Jahres wurde er vom deutschen Bundesligisten SV Bayer Wuppertal verpflichtet. 2008 kehrte er in die Heimat zurück und spielte für Chemik Bydgoszcz. In der Saison 2009/10 war Augustyn bei evivo Düren wieder in Deutschland aktiv. Mit Düren erreichte er das Finale im DVV-Pokal und den dritten Platz in der Bundesliga. Anschließend wechselte er zum Liga-Konkurrenten VC Bad Dürrenberg/Spergau. Im Dezember 2010 wurde bekannt, dass Augustyn an Krebs erkrankt war. Er überwand die schwere Krankheit und kam in der Endphase der Saison zurück auf Spielfeld. In der Saison 2011/12 spielte er für den polnischen Verein Lotos Trefl Danzig. 2012 kehrte er zurück nach Spergau und spielte bis 2017 für den mittlerweile in Chemie Volley Mitteldeutschland umbenannten Verein.